# Championnats d'Afrique de karaté 2018
Navigation
Édition précédente Édition suivante
Les championnats d'Afrique de karaté 2018, dix-septième édition des championnats d'Afrique de karaté, ont lieu du 28 août 2018 au 2 septembre 2018 à Kigali, au Rwanda.

## Médaillés

### Hommes
| Épreuve           | Or | Argent | Bronze |
| ----------------- | --- | --- | --- |
| Kata              | Michael Du Plessis (RSA)                                                                                                   | Ofentse Bakwadi (BOT) | Adnane Elhakimi (MAR) |
| Kata              | Michael Du Plessis (RSA)                                                                                                   | Ofentse Bakwadi (BOT) | Ahmed Shawky (EGY) |
| Kata par équipe   | Algérie Haoua Abdelhakim Mouad Ouites Samir Lakrout                                                                        | Égypte Mohamed Hamdy Sayed Ahmed Shawky Zeyad Mohamed Mohamed | Afrique du Sud Jesse Robert Sim Khardan Ruocchio Justin Baynes                                                                                 |
| Kata par équipe   | Algérie Haoua Abdelhakim Mouad Ouites Samir Lakrout                                                                        | Égypte Mohamed Hamdy Sayed Ahmed Shawky Zeyad Mohamed Mohamed | Rwanda Jean-Claude Munyaburanga Thomas Habanabakize Alphani Nsabimana                                                                          |
| Kumite −60 kg     | Abdessalam Ameknassi (MAR)                                                                                                 | Nader Azzouzi (TUN) | Saliou Diouf (SEN) |
| Kumite −60 kg     | Abdessalam Ameknassi (MAR)                                                                                                 | Nader Azzouzi (TUN) | Malek Salama (EGY) |
| Kumite −67 kg     | Ali Elsawy (EGY) | Papa François Diouf (SEN) | Faical Bouakel (ALG) |
| Kumite −67 kg     | Ali Elsawy (EGY) | Papa François Diouf (SEN) | Jean-Marc Kollo Ndzomo (CMR) |
| Kumite −75 kg     | Abdalla Mamduh Abdelaziz (EGY)                                                                                             | Gofaone Mosupiemang (BOT) | Espoir Ntungane (RWA) |
| Kumite −75 kg     | Abdalla Mamduh Abdelaziz (EGY)                                                                                             | Gofaone Mosupiemang (BOT) | Mouad Achache (ALG) |
| Kumite −84 kg     | Mohamed El Kotby (EGY) | Vanily Ngarambe (RWA) | Etienne Martial Nonagni Bayomog (CMR) |
| Kumite −84 kg     | Mohamed El Kotby (EGY) | Vanily Ngarambe (RWA) | Khaireddine Frigui (TUN) |
| Kumite +84 kg     | Hocine Daikhi (ALG) | Ablaye Diop (SEN) | Georges Franck Olivier Kamwa Nounamo (CMR) |
| Kumite +84 kg     | Hocine Daikhi (ALG) | Ablaye Diop (SEN) | Ahmed Elasfar (EGY) |
| Kumite par équipe | Égypte Mohamed El Kotby Ossama Mansour Ahmed Elasfar Ali Elsawy Malek Salama Abdalla Mamduh Abdelaziz Mohamed Gomaa Salama | Cameroun Martial Franklin Noah Otabela Georges Franck Olivier Kamwa Nounamo Etienne Martial Nonagni Bayomog Pierre Clery Aboya Baya Thomas Thomas Hamidou Djibril Djamel Ben Yahmed | Algérie Mouad Achache Oualid Bouabaoub Anis Samy Brahimi Hocine Daikhi Faical Bouakel Karim Belghini                                           |
| Kumite par équipe | Égypte Mohamed El Kotby Ossama Mansour Ahmed Elasfar Ali Elsawy Malek Salama Abdalla Mamduh Abdelaziz Mohamed Gomaa Salama | Cameroun Martial Franklin Noah Otabela Georges Franck Olivier Kamwa Nounamo Etienne Martial Nonagni Bayomog Pierre Clery Aboya Baya Thomas Thomas Hamidou Djibril Djamel Ben Yahmed | Botswana Oratile Caiphus Omogolo Thabang Setshego Lemogang Koolopile Tsaone Tlotlang Ponatshego Gofaone Mosupiemang Thebe Duna Katlego Tsenene |

### Femmes
| Épreuve           | Or                                                      | Argent                                                             | Bronze |
| ----------------- | ------------------------------------------------------- | ------------------------------------------------------------------ | --- |
| Kata              | Sarah Sayed (EGY)                                       | Sanae Agalmam (MAR)                                                | Akele Akele (CMR)                                                                                                 |
| Kata              | Sarah Sayed (EGY)                                       | Sanae Agalmam (MAR)                                                | Entle Maungwa (BOT)                                                                                               |
| Kata par équipe   | Algérie Yamina Belabes Amina Merabet Sara Hanouti       | Cameroun Léa Claire Nana Noukella Akele Akele Mouatchoua Tcheugoue | Botswana Thato Malunga Entle Maungwa Centy Kgosikoma                                                              |
| Kata par équipe   | Algérie Yamina Belabes Amina Merabet Sara Hanouti       | Cameroun Léa Claire Nana Noukella Akele Akele Mouatchoua Tcheugoue | Égypte Shaimaa Roshdy Aya Ismail Zeinab Ehab Badawy                                                               |
| Kumite −50 kg     | Imane Taleb (ALG)                                       | Aicha Sayah (MAR)                                                  | Fridole Tobossou (BEN)                                                                                            |
| Kumite −50 kg     | Imane Taleb (ALG)                                       | Aicha Sayah (MAR)                                                  | Radwa Sayed (EGY)                                                                                                 |
| Kumite −55 kg     | Widad Draou (ALG)                                       | Khawla Ouhammad (MAR)                                              | Yassmin Attia (EGY)                                                                                               |
| Kumite −55 kg     | Widad Draou (ALG)                                       | Khawla Ouhammad (MAR)                                              | Oceanne Ganiero (BEN)                                                                                             |
| Kumite −61 kg     | Giana Lotfy (EGY)                                       | Btissam Sadini (MAR)                                               | Magatte Seck (SEN)                                                                                                |
| Kumite −61 kg     | Giana Lotfy (EGY)                                       | Btissam Sadini (MAR)                                               | Chaima Midi (ALG)                                                                                                 |
| Kumite −68 kg     | Lamya Matoub (ALG)                                      | Maman Amina Dione (SEN)                                            | Blandine Ghislaine Angama Mendo (CMR)                                                                             |
| Kumite −68 kg     | Lamya Matoub (ALG)                                      | Maman Amina Dione (SEN)                                            | Feryal Abdelaziz (EGY)                                                                                            |
| Kumite +68 kg     | Aisha Ahmed (EGY)                                       | Nogoye Diop (SEN)                                                  | Meghan Booyens (RSA)                                                                                              |
| Kumite +68 kg     | Aisha Ahmed (EGY)                                       | Nogoye Diop (SEN)                                                  | Imene Atif (ALG)                                                                                                  |
| Kumite par équipe | Algérie Lamya Matoub Imene Atif Widad Draou Chaima Midi | Sénégal Nogoye Diop Maguette Mbaye Magatte Seck Maman Amina Dione  | Cameroun Rosine Joelle Tchuako Blandine Ghislaine Angama Mendo Annick Michele Donkap Lynda Youtseu Kenman Tchueng |
| Kumite par équipe | Algérie Lamya Matoub Imene Atif Widad Draou Chaima Midi | Sénégal Nogoye Diop Maguette Mbaye Magatte Seck Maman Amina Dione  | Maroc Khawla Ouhammad Aicha Sayah Btissam Sadini                                                                  |